# 世界は日の出を待っている
世界は日の出を待っている（せかいはひのでをまっている。"The World Is Waiting for the Sunrise"）はカナダのポピュラー・バラード。同国の俳優ジーン・ロックハート作詞、ピアニストのアーネスト・セイツ作曲（1918年、トロントにて）。
セイツはこの曲のリフレインを12歳の時に作り保存していた。セイツはポピュラー音楽を作曲することに気まずい思いをしており、1919年にこの曲がチャペル (en)から最初に出版された時、「レイモンド・ロバーツ」という偽名を用いている。

## 伝説の曲として
この歌は100以上のバージョンが録音されている。はじめ、まだ戦後の時期であった北アメリカに、この歌は明るい展望をもたらし、歌手とインストゥルメンタリストの両方によって録音された。代表に、モートン・ダウニー、フリッツ・クライスラー、テッド・ルイス、ジョン・スティールらがいる。のちに、この歌は即興演奏の代表的な題材となり、ベニー・グッドマン、デューク・エリントン、ジャンゴ・ラインハルト（ジャンゴ・レナルト）、メル・パウエル、ジェス・ステイシー、ジャック・ティーガーデンといった数多くのジャズミュージシャンによって録音された。
キャピトル・レコードから1951年に出されたレス・ポールとメリー・フォードの録音版はミリオンセラーに輝いた。
ビートルズは1950年代の末ごろにグルンディッヒのテープレコーダーにこの曲の私家版を録音している。ギターはジョージ・ハリソンとジョン・レノン、ボーカルはポール・マッカートニーである。
カナダのジャズミュージシャンでこの曲を録音した者にはバート・ナイオシ（1946年）、ピーター・アップルヤード（1957年）、エド・ビッカート（1979年）、オスカー・ピーターソン（1980年）らがいる。
ドゥーワップグループのザ・ラークスのバージョンが1955年の映画『Rhythm and Blues Revue』に取り入れられている。